# Planoles

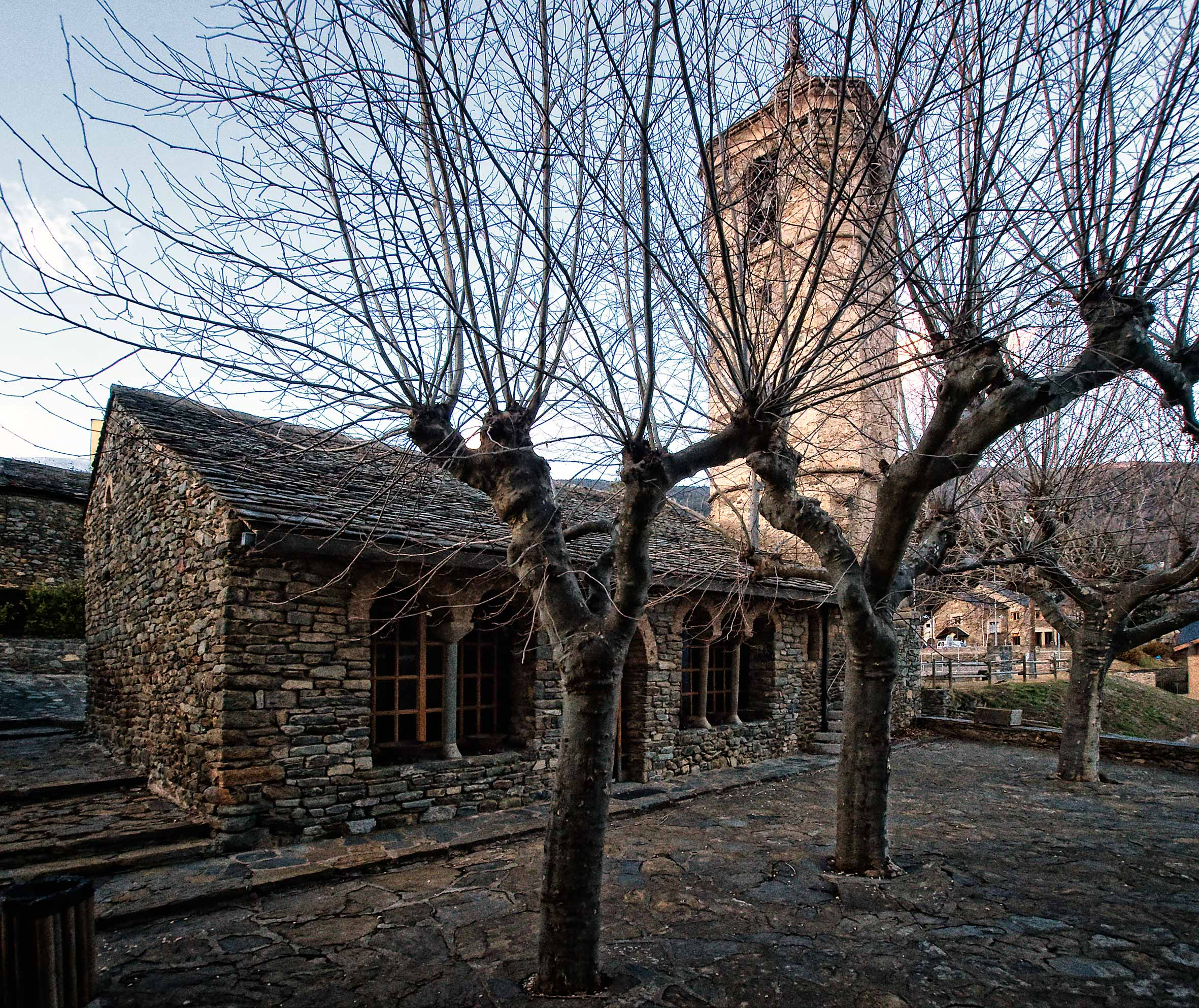
Kerk van Planoles

Planoles is een gemeente in de Spaanse provincie Girona in de regio Catalonië met een oppervlakte van 19 km². Planoles telt 299 inwoners (1 januari 2016).

## Demografische ontwikkeling
Bron: INE, 1857-2011: volkstellingen